# At-Tufayl ibn Amr ad-Dawsi
At-Tufayl ibn Amr ad-Dawsi (en arabe ٱلطُّفَيْل إِبْن عَمْرُو ٱلدَّوْسِيي) était le chef de la tribu des Banu Daws de Tihama. 

## Biographie
Il se convertit à l'islam avant l’Hégire en 617 et a aidé Mahomet à convertir les membres de sa tribu. Pendant les Guerres de Riddah, il a dirigé un contingent de sa tribu contre Musaylima. Tufayl ibn Amr est mort à la bataille de Al-Yamâma.